# Moarte în spațiu: Vânătoarea
Moarte în spațiu: Vânătoarea (Dead Space: Aftermath) este un film SF de groază de animație din 2011 dezvoltat de Electronic Arts și de Film Roman a cărui poveste are loc între cele din jocurile  video Dead Space 1 și Dead Space 2. În 2008 a mai fost realizat un film de animație Moarte în spațiu: Creatorul (Dead Space: Downfall) care este un prequel al jocului video Dead Space. A avut un buget de 2,5 milioane dolari.

## Prezentare
Evenimentele filmului au loc în 2509 în sistemul Aegis 7, când Pământul a pierdut contactul cu nava spațială Ishimura și, mai târziu, cu nava spațială O'Bannon. O navă de căutare o găsește pe O'Bannon în derivă printre câmpurile de asteroizi. Un detașament de forțe speciale găsește patru supraviețuitori (Nick Kartner, Alejandro, Nolan Strauss, Elizabeth Cho). Nick ucide pe unul dintre membrii echipei, motiv pentru care echipa îi atacă pe supraviețuitori și sunt transferați inconștienți pe nava de căutare. O'Bennon este distrus. Pe drum către Sprawl, o stație spațială de pe Titan, investigatorul șef primește un ordin de la superiorii săi pentru a-i interoga pe supraviețuitori. Primul pe listă este Nick Kartner, care este dus cu forța în camera de interogatoriu. Înfricoșându-l pe Nick cu un aparat care reproduce cele mai cumplite temeri ale interogatului, el este de acord să coopereze și spune tot ce știe.

## Distribuție
Roluri de voce
- Gwendoline Yeo - Dr. Isabel Cho
- Christopher Judge - Nickolas Kuttner
- Ricardo Chavira - Alejandro Borges
- Curt Cornelius - Dr. Nolan Stross
- Graham McTavish - Captain Caleb Campbell
- Peter Woodward - Lead Interrogator
- Kari Wahlgren - Rin/Sandra Burns
- Yorgo Constantine - Commander Sergenko
- Christine Lakin - First Officer Leslie Pallas
- Jesse Head - Noah Pawling
- Kim Mai Guest - Lana
- Sunil Malholtra - Omar Nayim
- H. Richard Greene - The Overseer
- Maggie Disa - Vivian Kuttner
- Charlotte Cornwell - Interrogator #2
- Erin Fitzgerald - Alexis Stross
- Mark Engelhardt - Lt. Marcus/Marine #4
- Eric Visbit - Marine Colonel
- Mark Wilson - Marine #1
- Travis Clark - Marine #2/Sprawl Control
- David Wilcox - Marine #3/Ensign Voigt
- Rick Cramer - Dr. Foster Edgars
- Clarissa Jacobson - Bridge Officer
- Lynanne Zager - Computer Voice/Reporter

## Lansare
Filmul a fost lansat pe DVD și Blu-ray pe 25 ianuarie 2011, împreună cu Dead Space 2.

## Primire
Are un rating de 5.5 din 10 pe IMDb, și un scor de 28% pe Rotten Tomatoes.

## Legături externe
- Moarte în spațiu: Vânătoarea la Internet Movie Database

## Vezi și
- 2011 în științifico-fantastic